# Фински гонич
Фински гонич је раса ловачких паса гонича, уобичајена у Финској и Скандинавији. Користи се за лов на зеца и лисицу.

## Историја расе
Фински гонич је еволуирао из бројних раса које су уведене у Финску почетком 18. века. Међу њеним прецима су енглески лисичар, кери бигл, немачки, енглески и швајцарски гоничи, руски харлекини и костромски гоничи. Прво помињање финских паса датира из 1850. године, али је најважнију улогу у судбини расе одиграо драгуљар Тамелин, који је живео у Порију. Године 1870. почео је да се бави узгојем и селекцијом финских гонича и добио је укупно 23 генерације (1.762 пса). Избор је имао за циљ да консолидује одличне радне квалитете и прилагодљивост условима оштре снежне зиме. У мањој мери је узет у обзир изглед пса, али је у стандарду расе који је одобрио Фински кинолошки савез 1932. године коначно успостављена тробојна боја.
Расу је признала Међународна кинолошка федерација 1954. године.

## Изглед
Фински гонич је снажан, али не тежак, помало издужен пас. Глава је лепа, пропорционална, њушка је прилично дуга. Очи су овалне, тамне, мирне, вертикална бразда између очију је јасно видљива. Изванредне уши су дугачке, увијене према унутра на дну, помало подсећају на крила. Реп је дугачак, ниско постављен, никада се не диже изнад нивоа леђа. Шапе су скупљене и густе, са крзном која расте између јастучића, што штити шапе од посекотина од леда.
Фински гонич има двоструку длаку, са густом подлаком и оштром длаком средње дужине; Длака штити пса од влаге и мраза. Тробојну боју чине беле мрље на црно-црвеној позадини светлих боја.

## Темперамент и употреба
Неуморност и жеља за радом сматрају се одликом финског пса. Пси се користе за прогон зеца и лисице, али могу ловити и вукове, ракуне, рисове, па чак и јелене и лосове. Млади пси су такође заинтересовани за птице дивљачи. Фински гонич ради самостално, користећи свој њух и вид. Откривши траг, оно уз њега проналази одмориште, покупи дивљач и гласним лавежом одвезе ловцу. У потрази за животињом, пси се могу удаљити од ловца на удаљености од неколико километара.
Псима ове расе треба дати прилику да много вежбају у природи и остваре своју природну склоност ка лову. Изван лова, фински пси су мирни, пријатељски настројени према људима и другим псима и помало флегматични.